# Форт Шани (Охајо)
Форт Шани (енгл. Fort Shawnee) град је у америчкој савезној држави Охајо.

## Демографија
По попису из 2010. године број становника је 3.726, што је 129 (-3,3%) становника мање него 2000. године.
| Група             | 2000.         | 2010.         |
| Белци             | 3.617 (93,8%) | 3.489 (93,6%) |
| Афроамериканци    | 118 (3,1%)    | 92 (2,5%)     |
| Азијати           | 24 (0,6%)     | 16 (0,4%)     |
| Хиспаноамериканци | 54 (1,4%)     | 70 (1,9%)     |
| Укупно            | 3.855         | 3.726         |